# Marie-Françoise Opheltès
Marie-Françoise Opheltès, née le 5 juillet 1972 à Pointe-à-Pitre, est une athlète française.

## Carrière
Marie-Françoise Opheltès a évolué en club au CSM Epinay jusqu'en 1995 puis au Cesame Val d'Oise. 
Elle est sacrée championne de France du 400 mètres en salle en 1997 à Bordeaux et en 1999 à Liévin.
Elle fait partie du relais 4 × 400 mètres français terminant sixième des Championnats d'Europe d'athlétisme 1998 à Budapest.